# J-League de 2018
A J-League de 2018 foi a 26ª edição da liga de futebol japonesa profissional J-League. Foi iniciada em fevereiro e com término em dezembro de 2018.
O Kawasaki Frontale conquistou o bicampeonato do torneio. Kashiwa Reysol e V-Varen Nagasaki foram os clubes rebaixados à segunda divisão japonesa em 2019.

## Participantes
| Clube                      | Local     | Estádio                                   | Última temporada |
| -------------------------- | --------- | ----------------------------------------- | ---------------- |
| Hokkaido Consadole Sapporo | Sapporo   | Sapporo Dome                              | J1 (11º)         |
| Vegalta Sendai             | Miyagi    | Yurtec Stadium Sendai                     | J1 (12º)         |
| Kashima Antlers            | Ibaraki   | Kashima Soccer Stadium                    | J1 (2º)          |
| Urawa Red Diamonds         | Saitama   | Saitama Stadium 2002                      | J1 (7º)          |
| Kashiwa Reysol             | Chiba     | Sankyo Frontier Kashiwa Stadium           | J1 (4º)          |
| FC Tokyo                   | Tokyo     | Ajinomoto Stadium                         | J1 (13º)         |
| Kawasaki Frontale          | Kanagawa  | Todoroki Athletics Stadium                | J1 (Campeão)     |
| Yokohama F. Marinos        | Kanagawa  | Nissan Stadium Nippatsu Mitsuzawa Stadium | J1 (5º)          |
| Shonan Bellmare            | Kanagawa  | Shonan BMW Stadium Hiratsuka              | J2 (Campeão)     |
| Shimizu S-Pulse            | Shizuoka  | IAI Stadium Nihondaira                    | J1 (14º)         |
| Júbilo Iwata               | Shizuoka  | Yamaha Stadium                            | J1 (6º)          |
| Nagoya Grampus             | Aichi     | Paloma Mizuho Stadium Toyota Stadium      | J2 (3º)          |
| Gamba Osaka                | Osaka     | Panasonic Stadium Suita                   | J1 (10º)         |
| Cerezo Osaka               | Osaka     | Yanmar Stadium Nagai Kincho Stadium       | J1 (3º)          |
| Vissel Kobe                | Hyōgo     | Noevir Stadium Kobe                       | J1 (9º)          |
| Sanfrecce Hiroshima        | Hiroshima | Edion Stadium Hiroshima                   | J1 (15º)         |
| Sagan Tosu                 | Saga      | Best Amenity Stadium                      | J1 (8º)          |
| V-Varen Nagasaki           | Nagasaki  | Transcosmos Stadium Nagasaki              | J2 (2º)          |

### Técnicos, capitães, equipamentos e patrocínios
| Clube               | Treinador           | Capitão           | Equipamentos | Patrocínio principal |
| ------------------- | ------------------- | ----------------- | ------------ | -------------------- |
| Kashima Antlers     | Go Oiwa             | Mitsuo Ogasawara  | Nike         | Lixil                |
| Cerezo Osaka        | Yoon Jong-hwan      | Hotaru Yamaguchi  | Puma         | Yanmar               |
| Consadole Sapporo   | Mihailo Petrović    | Hiroki Miyazawa   | Kappa        | Shiroi Koibito       |
| Yokohama F. Marinos | Ange Postecoglou    | Yuji Nakazawa     | Adidas       | Nissan               |
| Kawasaki Frontale   | Toru Oniki          | Yu Kobayashi      | Puma         | Fujitsu              |
| Gamba Osaka         | Tsuneyasu Miyamoto  | Yasuhito Endō     | Umbro        | Panasonic            |
| Júbilo Iwata        | Hiroshi Nanami      | Nagisa Sakurauchi | Puma         | Yamaha               |
| Nagoya Grampus      | Yahiro Kazama       | Hisato Satō       | Mizuno       | Toyota               |
| Urawa Red Diamonds  | Oswaldo de Oliveira | Yosuke Kashiwagi  | Nike         | Polus                |
| Kashiwa Reysol      | Takahiro Shimotaira | Hidekazu Otani    | Yonex        | Hitachi              |
| Shimizu S-Pulse     | Jan Jönsson         | Ryo Takeuchi      | Puma         | Suzuyo               |
| Sagan Tosu          | Massimo Ficcadenti  | Yutaka Yoshida    | New Balance  | DHC                  |
| Sanfrecce Hiroshima | Hiroshi Jofuku      | Toshihiro Aoyama  | Nike         | Edion                |
| Shonan Bellmare     | Cho Kwi-jea         | Kaoru Takayama    | Penalty      | Meldia               |
| FC Tokyo            | Kenta Hasegawa      | Jang Hyun-soo     | Umbro        | Lifeval              |
| Vegalta Sendai      | Susumu Watanabe     | Shingo Tomita     | Adidas       | Iris Ohyama          |
| Vissel Kobe         | Takayuki Yoshida    | Lukas Podolski    | Asics        | Rakuten              |
| V-Varen Nagasaki    | Takuya Takagi       | Jordy Buijs       | Hummel       | Japanet              |

### Trocas de técnicos
| Equipe             | Técnico demitido    | Dia em que saiu        | Técnico substituto  | Dia em que assumiu o cargo |
| ------------------ | ------------------- | ---------------------- | ------------------- | -------------------------- |
| Urawa Red Diamonds | Takafumi Hori       | 2 de abril de 2018     | Oswaldo de Oliveira | 19 de abril de 2018        |
| Kashiwa Reysol     | Takahiro Shimotaira | 13 de maio de 2018     | Nozomu Kato         | 13 de maio de 2018         |
| Gamba Osaka        | Levir Culpi         | 23 de julho de 2018    | Tsuneyasu Miyamoto  | 23 de julho de 2018        |
| Vissel Kobe        | Takayuki Yoshida    | 17 de setembro de 2018 | Juan Manuel Lillo   | 4 de outubro de 2018       |
| Sagan Tosu         | Massimo Ficcadenti  | 17 de outubro de 2018  | Kim Myung-hwi       | 17 de outubro de 2018      |

## Artilharia
Atualizado até 2 de dezembro de 2018.
| Ranking | Jogador          | Clube               | Gols |
| ------- | ---------------- | ------------------- | ---- |
| 1       | Jô               | Nagoya Grampus      | 24   |
| 2       | Patric           | Sanfrecce Hiroshima | 20   |
| 3       | Hwang Ui-jo      | Gamba Osaka         | 16   |
| 4       | Yu Kobayashi     | Kawasaki Frontale   | 15   |
| 4       | Shinzo Koroki    | Urawa Red Diamonds  | 15   |
| 6       | Diego Oliveira   | FC Tokyo            | 13   |
| 6       | Hugo Vieira      | Yokohama F. Marinos | 13   |
| 6       | Koya Kitagawa    | Shimizu S-Pulse     | 13   |
| 9       | Ken Tokura       | Consadole Sapporo   | 12   |
| 10      | Takuma Nishimura | Vegalta Sendai      | 11   |
| 10      | Yuma Suzuki      | Kashima Antlers     | 11   |
| 10      | Kengo Kawamata   | Júbilo Iwata        | 11   |
| 10      | Douglas          | Shimizu S-Pulse     | 11   |
| 10      | Musashi Suzuki   | V-Varen Nagasaki    | 11   |